# История греха
«История греха» (пол. Dzieje grzechu) — польский художественный фильм 1975 года, снятый режиссёром Валерианом Боровиком.
Экранизация повести Стефана Жеромского.
Премьера фильма состоялась 20 мая 1975 года.
Фильм-участник конкурсной программы Каннского кинофестиваля 1975 года.

## Сюжет
Мелодрама, сюрреалистическая эротика — история Евы, девушки из обедневшей шляхетской семьи, которая ради страсти пошла на убийство и занятие проституцией.
Молоденькая Ева впервые исповедуется священнику о своих «нечистых» мыслях и чувствах. Семья её сдаёт жильё, и однажды к ним въезжает Лукаш, молодые влюбляются друг в друга. Он безуспешно пытается развестись, но члены местной церкви отказывают ему. Молодые живут вместе. После полученной на дуэли раны, Лукаш уезжает в Рим, чтобы добиться развода. У Евы появляется ребёнок, которого она топит. По слухам Лукаш заключен в тюрьму в Риме, поэтому она отправляется туда в надежде на его освобождение. В странствиях по Франции и Германии она узнает, что её возлюбленный женился на богатой женщине и вернулся в Польшу.
Ева, красивая полька, путешествующая по Европе в поисках своего возлюбленного, переживает множество трагических приключений, поскольку окружающие её мужчины пытаются втянуть её в свои эгоистичные планы.
Режиссёр Боровчик снял фильм в то время, когда на ряд тем — эротики, ханжества и коррупции в обществе было наложено табу.

## В ролях
- Гражина Длуголенцкая (поль.) – Ева Побратымская
- Ежи Зельник – Лукаш Неполомский
- Ольгерд Лукашевич – Зигмунт Щербич, владелец поместья Зглище, работодатель Неполомского, любовник Евы
- Роман Вильхельми – Антони Похронь
- Марек Вальчевский – Плаза-Сплавский, бандит
- Каролина Любеньская – мать Евы
- Здзислав Мрожевский – пан Побратымский, отец Евы
- Збигнев Запасевич – ксёндз Юткевич
- Мечислав Войт – граф Циприан Бодзанта
- Марек Баргеловский – Адольф Хорст, квартирант
- Ядвига Хойнацкая – Леоская
- Владислав Ханьча – доктор Велгосиньский
- Йоланта Шемберг – Анеля
- Богуслав Сохнацкий – еврей, хозяин Евы
- Януш Закшеньский – редактор газеты
- Збигнев Кочанович – чиновник
- Ян Пехоциньский – Станислав Ливицкий
- Хенрик Хунко – Батасинский
- Томаш Ленгрен
- Ядвига Сенницкая